# Jan Stavěl
Jan Stavěl (13. dubna 1869, Bílovice u Prostějova – 6. listopadu 1938, Olomouc) byl moravský římskokatolický duchovní, kanovník olomoucké kapituly a světící biskup olomoucké arcidiecéze.

## Životopis
Na kněze byl vysvěcen roku 1894, po svém jmenování titulárním biskupem zaraitským přijal v Olomouci 29. dubna 1927 biskupské svěcení. Byl velkým podporovatelem křesťanské Charity, zasloužil se o vznik ústavu pro katolické dívky v Zašové (koupil pro tento účel zrušený klášter trinitářů). Zemřel na infarkt v okamžiku, kdy se dověděl, že tento ústav zabrala německá armáda. Je pochován v rodinné hrobce v Kostelci na Hané.